# جيمس إم. هاميلتون
جيمس إم. هاميلتون (بالإنجليزية: James M. Hamilton)‏ هو اقتصادي ومؤرخ أمريكي، ولد في 1 أكتوبر 1861 في مقاطعة كراوفورد في الولايات المتحدة، وتوفي في 23 سبتمبر 1940 في بوزيمان في الولايات المتحدة.